# Melkior (mag)
Sveti Melkior, ili samo  Melkior, bio je jedan od biblijskih magova zajedno s  Gašparom i Baltazarom koji su prema evanđelju bili Sveta tri kralja i koji su došli u Betlehem pokloniti se tek rođenom Isusu. Za Melkiora se smatra da je bio najstariji mag. Tradicijski ga se naziva kraljem Perzije i on je darovao Isusa zlatom. U kršćanskim crkvama smatra se svetcem (kao i ostala dva maga).

## Tradicija
Evanđelja u Novom zavjetu ne spominju imena magova (čak niti koliko ih je bilo), no njihova tradicijska imena mogu se naći u grčkom spisu iz 500. godine koji je je preveden na latinski i koji je općenito prihvaćen kao izvor za njihova imena. Melkiora je sv. Beda u 8. stoljeću opisao kao "starca, sa sijedom kosom i dugom bradom." Smatra se da je Melkior bio kralj Perzije.
Prativši Betlehemsku zvijezdu, magi su prvo otišli do palače Heroda Velikog, koji je magove zamolio da nađu malog Isusa i da ga obavijeste o tom, kako bi ga kasnije mogao ubiti. Kada su se magi poklonili Isusu (Mt. 2:11), darivali su ga darovima, a Melkior je darovao Isusu zlato, što znači da ga je smatrao kraljem svijeta. Poslije povratka u Perziju, Melkior se još jednom susreo s druga dva maga 54. u Armenskom Kraljevstvu, proslavljajući Božić, prije nego što je preminu sa 116 godina, 1. siječnja 55. godine.

## Proslava
Melkior, zajedno s druga dva maga, je prema tradiciji sahranjen u sarkofagu u Kölnskoj katedrali. Prethodno je njihove ostatke donio Eustrogije I. 314. godine u Milano. Rimsko-njemački car Fridrik I. Barbarossa ih je 1164. prenio u Köln. Melkior se slavi na blagdan bogojavljenja zajedno s druga dva maga a u Katoličkoj Crkvi taj blagdan se slavi 6. siječnja.